# Cal Schenkel
Calvin "Cal" Schenkel (født 27. januar 1947 i Willow Grove, Pennsylvania) er en amerikansk illustrator, grafisk designer, animator og tegneseriekunstner, der har arbejde med albumcover-design som sit speciale.
Han var ansvarlig for det grafiske design af mange af Frank Zappas albumcovers. Schenkels arbejde er ikonisk og i en karakteristisk stil, en forløber for punk-kunst og new wave perioden.

## Baggrund og uddannelse
Schenkel voksede op i Oreland, Pennsylvania. Han studerede på Philadelphia College of Art men forlod det efter et semester og gik i gang med at gøre karriere. Som arbejdsløs kunstner i New York City blev Schenkel i 1967 introduceret til Zappa, af hans daværende kæreste, sangeren Sandy Hurvitz (senere kendt som Essra Mohawk).
Schenkels kunst, der i begyndelsen var påvirket af tegneserien Krazy Cat og Mad magazine, havde i 1967 udviklet sin egen "primitive" "flossede" surrealistiske stil. I 1976 afholdt Schenkel, sammen med Don Van Vliet (bedre kendt som Captain Beefheart), en udstilling med sine kunstværker i Greenfields Galleri på Evergreen State College i Olympia, Washington.

## Zappa-covers designet af Schenkel
- Lumpy Gravy [1]
- We're Only In It For The Money [1]
- Cruising with Ruben &amp; the Jets [1]
- Uncle Meat [1]
- Hot Rats [1]
- Burnt Weeny Sandwich [1]
- Fillmore East - June 1971 [1]
- Just Another Band from L.A. [1]
- The Grand Wazoo [1]
- One Size Fits All [1]
- Tinseltown Rebellion [1]
- Does Humor Belong in Music? [1]
- The Best Band You Never Heard in Your Life (1995 re-issue)[1]
- Playground Psychotics [1]
- Ahead of Their Time [1]
- Cheap Thrills [1]
- Mystery Disc [1]
- Son of Cheep Thrills [1]
- Trout Mask Replica
- Threesome No. 1 and Threesome No. 2 (slipcase art)